# Savencia Fromage & Dairy
Savencia Fromage & Dairy (tidligere Bongrain) er et fransk ostemejeri. Deres mærker inkluderer Saint Agur Blue, Saint Albray, Etorki, Alouette og Pié d'Angloys. Det er en familiejet virksomhed, der ejes af Bongrain-familien.